# Alami Ahannach
Alami Ahannach né le 20 septembre 1969 à Tétouan au Maroc, est un footballeur international marocain ayant évolué au poste de milieu de terrain.

## Biographie
Alami naît à Tétouan au nord du Maroc avant d'immigrer avec sa famille dans les années 70 aux Pays-Bas. Il est le grand fère de Soufyan Ahannach, également footballeur professionnel.
Il évolue principalement en faveur des clubs du SC Telstar, du MVV Maastricht et du FC Emmen. Il joue plus de 200 matchs dans les championnats professionnels néerlandais.
Le 17 janvier 1996, il joue un match amical avec les Lions de l'Atlas, face à l'Arménie.